# Radulphius barueri
Radulphius barueri là một loài nhện trong họ Miturgidae.
Loài này thuộc chi Radulphius. Radulphius barueri được miêu tả năm 1995 bởi Bonaldo & Buckup.